# Matthew Butturini
Matthew Butturini, född den 7 augusti 1987 i Murwillumbah, Australien, är en australisk landhockeyspelare.
Han tog OS-brons i herrarnas landhockeyturnering i samband med de olympiska landhockeytävlingarna 2012 i London.